# Kniphofia tysonii
Kniphofia tysonii är en grästrädsväxtart som beskrevs av John Gilbert Baker. Kniphofia tysonii ingår i Fackelliljesläktet som ingår i familjen grästrädsväxter.

## Underarter
Arten delas in i följande underarter:
- K. t. lemboensis
- K. t. tysonii